# Droga wojewódzka 121
Die Droga wojewódzka 121 (DW 121) ist eine polnische Woiwodschaftsstraße. Sie beginnt in Pniewo (Bremerheide) südlich von Gryfino (Greifenhagen) an der Oder und verbindet die DK 31 mit der DW 122 (bei Banie (Bahn)) und der DK 26 sowie der DW 128 (bei Rów (Rufen)). Ihre Gesamtlänge beträgt 34 Kilometer.
Die DW 121 verläuft innerhalb der Woiwodschaft Westpommern im südlichen Bereich des Powiat Gryfiński (Kreis Greifenhagen) und im Nordbereich des Powiat Myśliborski (Kreis Soldin). In ihrer gesamten Länge verläuft die DW 121 auf einem Teilstück der ehemaligen Reichsstraße 113, die von Linken über Greifenhagen (Gryfino) und Soldin (Myśliborz) nach Grünberg in Schlesien (Zielona Góra) führte.

## Straßenverlauf
Woiwodschaft Westpommern:
Powiat Gryfiński (Kreis Greifenhagen)
- Pniewo (Bremerheide) (DK 31 → Gryfino (Greifenhagen) – Szczecin (Stettin) bzw. → Chojna (Königsberg/Neumark) – Kostrzyn nad Odrą (Küstrin) – Słubice (Frankfurt (Oder)-Dammvorstadt)/Deutschland (Bundesstraße 5 Richtung Berlin, und  Bundesstraße 87 Richtung Beeskow))
- Rożnowo (Rosenfelde)
- Lubanowo (Liebenow)
- Tywica (Charlottenruh)

X Staatsbahnlinie 423: Chwarstnica (Klein Schönfeld) – Banie (Bahn) X
~ Tywa (Thue) ~
- Banie (Bahn) (DW 122 → Krzywiń (Kehrberg) – Krajnik Dolny (Nieder Kränig)/Deutschland (Bundesstraße 166 Richtung Schwedt/Oder – Gramzow) bzw. →  Pryzyce (Pyritz) – Dolice (Dölitz) – Piasecznik (Petznick))
- Piaseczno (Neuendorf)

Powiat Myśliborski (Kreis Soldin)
- Rów (Rufen) (DK 26 →  Chojna (Königsberg/Neumark) – Krajnik Dolny (Nieder Kränig)/Deutschland (Bundesstraße 166 Richtung Schwedt/Oder – Gramzow) bzw. →  Myślibórz (Soldin) – Renice (Rehnitz) sowie DW 128 → Otanów (Wuthenow) – Myślibórz (Soldin) – Ławy (Brügge))